# Armoriale delle province svedesi
Questa pagina contiene le armi (stemmi e blasonature) delle province svedesi.
Alcuni stemmi risalgono al 1500, il più recente, della provincia Norrbotten di risale al 1995.

Blekinge
Bohuslän
Dalarna
Dalsland
Gotland
Gästrikland
Halland
Hälsingland
Härjedalen
Jämtland
Lappland
Medelpad
Norrbotten
Närke
Scania
Småland
Södermanland
Uppland
Värmland
Västerbotten
Västergötland
Västmanland
Ångermanland
Öland
Östergötland